# Lana Del Rey (EP)
Lana Del Rey je druhé EP americké zpěvačky Lany Del Rey. Album vyšlo 10. ledna 2012 u vydavatelství Interscope Records. Po neúspěchu její předchozích dvou počinů a to EP Kill Kill a debutového studiového alba Lana Del Ray a.k.a. Lizzy Grant, vydala toto EP jako předznamenání jejího druhého studiového alba Born to Die. Žánrovost EP se pohybuje mezi indie popem, hip hopem a alternativním rockem. EP obdrželo smíšené reakce. Videoklipu k Video Games si na internetu všimla společnost Strange Records a nabídli Laně smlouvu s Interscope Records a Polydor. V prvním týdnu prodeje v USA se EP prodalo 24 000 kusů a dosáhlo 20. místa v žebříčku Billboard 200. Tři písně z tohoto EP se staly singly a jedna píseň propagačním singlem.

## O albu
Po nahrání Video Games na Youtube si Lany všimla nahrávací společnost Stranger Recocords. Píseň byla poté vydána jako její první singl a dostalo se jí úspěchu po celém světě. Odnesla si za ní i dokonce Q Award v kategorii "Další velká věc". Poté, co se zapsala u Interscope Records a Polydor, začala plánovat vydání alba Born to Die. Lana začala album propagovat na koncertech a televizních vystoupeních. Ještě před vydáním alba, však vydala EP Lana Del Rey, aby se zviditelnila v mezinárodním hudebním trhu.

## Ohlasy kritiků
John Bush z Allmusic označil Lanu za femme fatale "se sexy hlasem", malátnou image a modelingovou smlouvou". EP dal však pouze 2,5 hvězdiček z 5, řekl totiž, že jde jen o ukázku z alba."

## Seznam skladeb
| Pořadí         | Název            | Autor                       | Producent(i)          | Délka |
| -------------- | ---------------- | --------------------------- | --------------------- | ----- |
| 1.             | Video Games      | Lana Del Rey, Justin Parker | Robopop               | 4:41  |
| 2.             | Born to Die      | Del Rey, Parker             | Emile Haynie          | 4:45  |
| 3.             | Blue Jeans       | Del Rey, Haynie, Dan Heath  | Haynie                | 3:30  |
| 4.             | Off to the Races | Del Rey, Tim Larcombe       | Patrik Berger, Haynie | 5:01  |
| Celková délka: | Celková délka:   | Celková délka:              | Celková délka:        | 17:57 |

## Hudební příčky
| Žebříček (2012)                    | Nejvyšší umístění |
| ---------------------------------- | ----------------- |
| Kanada (Canadian Albums Chart)     | 18                |
| USA (Billboard 200)                | 20                |
| USA (Billboard Alternative Albums) | 6                 |
| USA (Billboard Rock Albums)        | 6                 |
| USA (Billboard Digital Albums)     | 7                 |